# Antiprisma apeirogonal
En geometría, un antiprisma apeirogonal o antiprisma infinito  se encuentra en el límite aritmético de la familia de los antiprismas ; es considerado como un poliedro infinito o un teselado del plano.
Si los triángulos son equiláteros, es un teselado uniforme. Puede tener dos conjuntos alternados de triángulos isósceles congruentes, rodeados por dos semiplanos.

## Teselados y poliedros relacionados
El antiprisma apeirogonal es el límite al infinito de la familia de antiprismas sr{2, p } o p .3.3.3, conforme p tiende a infinito, por lo que el antiprisma es un teselado euclidiano.

El antiprisma apeirogonal se puede obtener al alternar el prisma apeirogonal.

Su poliedro conjugado es un trapezoedro apeirogonal

De la misma manera que con los poliedros uniformes y los teselados uniformes, ocho teselados uniformes se pueden basar en el teselado apeirogonal regular. Las formas rectificadas y canteladas están repetidas, y como el doble de infinito es infinito, las formas truncadas y omnitruncadas también están repetidas, reduciéndose así a cuatro el número de formas únicas: el teselado apeirogonal, el hosoedro apeirogonal, el prisma apeirogonal y el antiprisma apeirogonal.